# Essinge-Bio

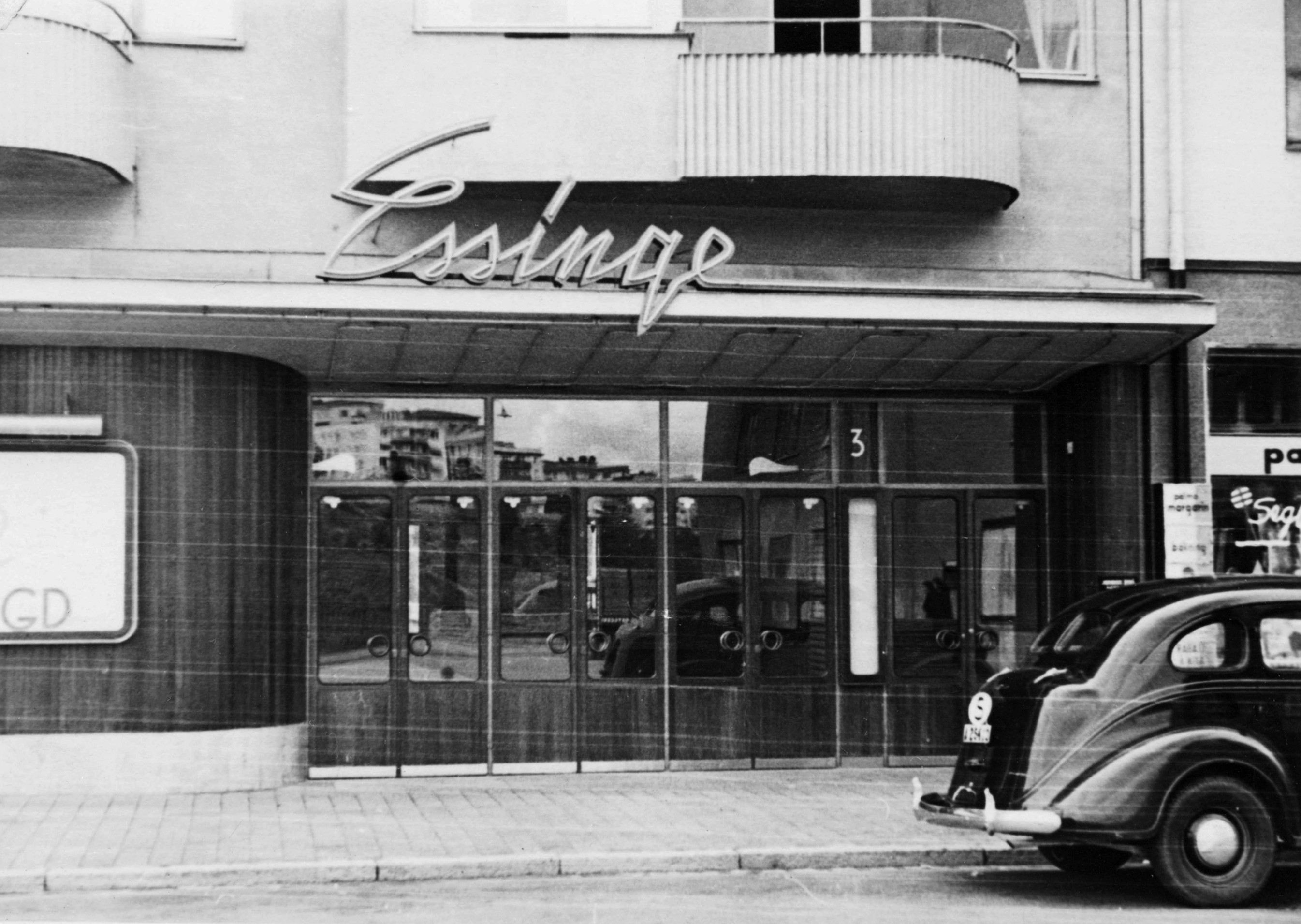
Essinge-Bio på 1950-talet.

Essinge-Bio var en biograf vid Essinge Brogata 3 på Lilla Essingen i Stockholm. Den öppnade i september 1938 och stängde i juni 1960.

## Historik

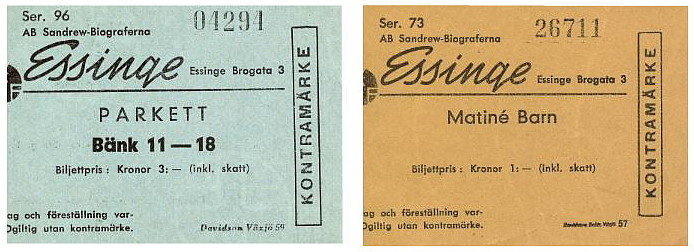
Biljetter.

Väl synligt när man kom in på Lilla Essingen via Mariebergsbron (dåvarande Lilla Essingebron) låg biografen inrymd i ett bostadshus på Essinge brogatas södra sida. Biografens arkitekt var Björn Hedvall, som stod bakom många av Stockholms biografer. Fasaden var klädd med träpanel och smyckad med neonljus, däröver fanns en långsträckt baldakin. 
Foajén hade väggar klädda med vit bokpanel och golvet var belagt med grön marmor. Den päronformade salongen hade 404 platser. Salongen kunde även nyttjas som föreläsningssal och dagtid kunde man släppa in ljus via tre stora fönster. Essinge-Bio var en ren kvartersbiograf som tillhörde Sandrews. Några månader efter Essinge-Bio öppnade biograf Orkanen på Stora Essingen, även den tillhörde Sandrews. Efter nedläggningen den 5 juni 1960 användes lokalen bland annat som reklamateljé.